# Kurozakuro
Kurozakuro (クロザクロ) est un manga en 7 volumes de Yoshinori Natsume, publié au Japon chez Shogakukan et en France chez Delcourt.

## Synopsis
Mikito Sakurai est la tête de turc idéale. Lycéen frêle et timide, il ne se rebelle jamais devant les brimades, au grand dam de sa meilleure amie, Saki Kikuoka. Mais voilà qu'un beau soir, le jeune garçon fait un rêve très particulier au cours duquel il discute avec un étrange garçonnet, prénommé Zakuro. Ce dernier propose d'exaucer un vœu, en échange de la floraison d'un arbre… Le choix de Mikito, logique, est guidé par les conseils de Saki : il veut devenir plus fort ! Dès le lendemain matin, Mikito observe de profondes transformations en lui. Ses capacités physiques sont incroyablement accrues et son caractère a bien changé. Connaissant désormais la colère, l'énervement et la violence, il les met à profit pour tabasser tous ceux qui essayent de s'en prendre à lui. Plus problématique, son appétit s'est aiguisé. Son envie de viande est désormais dévorante ; et la plus savoureuse à ses yeux est de très loin la chair fraîche 

## Manga
Le manga est composé de 7 tomes.